# 林雄介
林 雄介（はやし ゆうすけ）は、日本の作家、評論家。元農水官僚。専門は、政治評論、地域振興、立法学入門など。官僚としての勤務経験から、内閣法制局の審査実務や質問主意書の実務等を専門分野とする。最終学歴、経済学修士（早稲田大学）。
岐阜県岐阜市生まれ。鴬谷高等学校英進コース卒、早稲田大学政治経済学部卒業後、農林水産省勤務。退官後は、早稲田大学 大学院経済学研究科に在籍し著述活動を始める。 日本文藝家協会会員、日本ペンクラブ会員、日本児童文学者協会会員。フリーだが、講演活動の窓口は株式会社ぎょうせいに委託している。

## 経歴
岐阜県岐阜市生まれ。
鴬谷高等学校英進コース卒業、早稲田大学政治経済学部卒業後、国家公務員Ⅰ種採用試験（経済職）に合格し農林水産省に勤務する。在職中は、競馬監督課、飼料課、食肉鶏卵課等の畜産畑を歩み、BSE事件の法令を担当する。退官後は、早稲田大学大学院経済学研究科に在籍し、官僚経験をもとに著述活動を始める。

## エピソード
早稲田大学在学中、児童文化研究会に所属し、ギタリストの日渡奈那とサークルで同期だった。ブログには、在学中の思い出として日渡に対する記述がたびたびある。
早稲田大学では、川勝平太、伊東光晴の影響を強く受け、著作でも川勝、伊東らの著作をたびたび紹介している。
ゼミの指導教授は、大塚勝夫であり、在学中に大塚が死去したことを著作に記述している。ゼミ在学中の先輩に森脇祥太（大阪市立大学経済学部准教授）、大石真弘（NHKアナウンサー）がおり、著作で森脇の本の紹介をしている。大学院在学中は、高橋洋一の指導を受ける。
政治入門や立法入門を執筆している動機として、霞ヶ関の事務官優遇、技官冷遇をあげ、口伝で立法業務が事務官から事務官に伝えられることで、過度な事務官優遇に反発し、技官向けの解説書を書き始めた。
日本ペンクラブへの入会は、大学在学中、ゴーストライターとして活動していた林は、自分の著作が他人名義のゴースト本として売られることを過度に嫌悪しており、著作者団体の日本文藝家協会の入会推薦を理事の井上ひさしに依頼したところ、井上がペンクラブの会長だったため、ペンクラブに勧誘され入会した。
林は、出身省庁に迷惑をかけたくないとの理由から、経歴や顔写真を一切公表せず、執筆活動をしていた。しかし、2010年に「ニッポンの農業」にて、顔写真と経歴を公開した。理由は、退官後、時間がたち、経歴等の公開で迷惑がかかる職員はすでに退官しているから。そのため、過去の雑誌インタビューや対談では林の出身大学が東京大学となっていることがある。これは、マスコミにも経歴を隠していたためであると、ブログに書かれている。
著作の謝辞に、鳩山由紀夫、菅直人、羽田孜らが登場し親交がある。その縁で、2002年に、民主党から衆議院議員選挙出馬を打診されたが固辞している。また、森喜朗や同郷の野田聖子との親交も著作には記述されており、森喜朗とは文通をしていたとの記述が著作やブログ等に見られる。ブログで、特定の支持政党はないことを明言している。また、中川秀直元自民党幹事長事務所に出入りしていたことを中川引退後、ブログに記述している。
大村秀章愛知県知事は農林水産省時代の先輩にあたる。
母方の親戚が歴史学者の津田左右吉であるが、本人は津田のことを全く知らなかったらしい。
岐阜市長の細江茂光のマニフェストを2回目から執筆している。林の祖母が自民党岐阜県連の幹部を数十年やっていたことから、2010年に自民党の岐阜県選挙区の参議院選挙予備候補となるが、大島理森自民党幹事長（当時）との面談後、辞退。
他にも、都知事選や衆議院選挙候補者のマニフェスト作成を公言しているが、細江以外の候補者の実名をあげたことはない。

## 著書

### 単著
- 『魔法の経済学』翔雲社、2001年。
- 『改訂版・魔法の経済学』翔雲社、2002年。
- 『スキルアップ経済学超入門』翔雲社、2002年。
- 『霞ヶ関の掟・官僚の舞台裏』日本文芸社、2003年。
- 『この通りにすれば受験に受かる』たちばな出版、2003年。
- 『省庁のしくみがわかるとグンと政治が面白くなる』ナツメ社、2004年。
- 『絶対わかる法令条例実務入門』ぎょうせい、2004年。
- 『絶対スキルアップする公務員の勉強法』ぎょうせい、2006年。
- 『図解雑学 よくわかる政治のしくみ』ナツメ社、2007年。
- 『公務員の教科書（算数・数学編）』ぎょうせい、2008年。
- 『ニッポンの農業』ぎょうせい、2010年。
- 『図解雑学 よくわかる省庁のしくみ』ナツメ社、2010年。
- 『政治がわかる・はじめての法令条例政策立案入門』ぎょうせい、2013年。
- 『政治と宗教のしくみがよくわかる本』マガジンランド、2013年。
- 『大開運』青林堂、2020年。
- 『大幸運』青林堂、2020年。
- 『あなたもなれるライト・スピリチュアリスト入門』青林堂、2021年。
- 『先祖供養で運勢アップ！』青林堂、2022年。
- 『読むだけで神になれる本』青林堂、2023年。
- 『幸せ創造の達人〜正しい努力と当たり前の実践法〜』ぱるす出版、2024年。
- 『読むだけで龍神とつながる本』青林堂、2024年。
- 『読むだけで異性にモテる本』青林堂、2024年。
- 『コミュニケーションの達人・超人』ぱるす出版、2025年。

### 共著・対談
- 『もしも首相を国民が選んだら』（松沢成文との共著、林の舞台化作品）マガジンランド、2012年。
- 『お笑いニッポン公務員』（テリー伊藤との対談）双葉社 、2005年。ISBN 4575298239
- 『言葉の知恵・知識事典』（童門冬二らとの共著、加除式）ぎょうせい

（過去の連載）
- 『競馬最強の法則』KKベストセラーズにて、コラム連載。
- 『週刊大衆EX』双葉社にて、テリー伊藤と対談連載（テリー伊藤のお笑い霞が関研究所主任研究員）

#### 漫画原作
- 『しおき華』画内山まもる（漫画ゴラク連載）日本文芸社

#### 舞台原作・原案
- 『もしも首相を国民が選んだら』